# Pas cobert del carrer Forn
Pas cobert del carrer Forn és una obra de Montoliu de Segarra (Segarra) inclosa a l'Inventari del Patrimoni Arquitectònic de Catalunya.

## Descripció
Pas cobert situat al carrer del Forn i que dona accés al carrer del Call, nucli antic del poble. L'estructura se'ns presenta delimitada a partir de dos portals. El primer, d'entrada des de l'exterior, presenta una estructura d'arc rebaixat adovellat. Clou el pas cobert un segon portal d'arc apuntat adovellat. L'interior del pas cobert és d'estructura allindada, mitjançant un entramat de fusta i
El podem dividir en dos trams a partir d'una estructura d'arc apuntat, visible tan sols si s'accedeix a partir del portal interior, i disposat a la meitat del pas cobert. L'obra presenta un parament obrat amb carreus de pedra del país.

## Història
Es tracta d'una estructura defensiva que aprofita els baixos dels habitatges i és l'únic pas d'accés al nucli urbà antic, conegut fins al moment. La seva estructura evidencia doncs moments constructius. Un primer moment, el pas cobert queda delimitat per dos portals apuntats d'estil gòtic. Posteriorment es modifica la seva estructura, ampliant el seu recorregut i adossant un segon tram delimitat per dos portals arcs rebaixats. Això queda reflectit a l'interior del pas cobert on trobem adossats, per un cantó, una estructura d'arc apuntat i per un altre, una estructura d'arc rebaixat.